# 타지마할의 근위병
《타지마할의 근위병》은 미국의 각본가이자 시나리오 작가인 라지프 조셉 (Rajiv Joseph)이 쓴 희곡으로 2015년 뉴욕에서 초연되었다. 라지프 조셉은 은 17세기 인도 아그라의 황제인 샤 자한이 그의 아내를 추모하기 위해 건축한 타지마할에 얽힌 이야기에서 영감을 얻어 이 작품을 썼다.  타지마할의 두 근위병 휴마윤과 바불의 대사를 통해 충성과 의무, 우정과 아름다움에 대해 이야기한다. 2017년 김종구, 조성윤, 최재림, 이상이의 캐스팅으로 대학로  대명문화공장에서 한국 초연무대가 열렸다.

## 줄거리
1648년 인도. 22년 만에 타지마할이 세상에 공개되는 첫 날. 떠오르는 해를 바라보며 황실의 말단 근위병인 휴마윤과 바불이 타지마할을 등지고 보초를 서있다. 절대 뒤를 돌아봐서는 안 되는 문지기들에게 생각지도 못했던 임무가 주어진다. 

## 창작진
- 연출: 이종석
- 제작: 달 컴퍼니
- 기획: 대명문화공장, 달컴퍼니

## 등장인물
- 휴마윤: 근위병으로서 의무에 충성을 다하는 원칙주의자
- 바불: 자유로운 영혼을 지닌 근위병.

## 공연 정보
- 2017년 [8월 1일]]부터 10월 15일까지 대명문화공장 2관 라이프웨이홀에서 한국 초연무대가 열렸다.
- 2017년 초연무대에서 조성윤, 최재림이 휴마윤을 김종구, 이상이가 바불을 연기했다.